# Dolicheremaeus markusi
Dolicheremaeus markusi är en kvalsterart som beskrevs av Balogh 1970. Dolicheremaeus markusi ingår i släktet Dolicheremaeus och familjen Tetracondylidae. Inga underarter finns listade i Catalogue of Life.